# Таженський сільський округ
Таже́нський сільський округ (каз. Тәжен ауылдық округі, рос. Таженский сельский округ) — адміністративна одиниця у складі Бейнеуського району Мангистауської області Казахстану. Адміністративний центр та єдиний населений пункт — село Тажен.
Сільський округ був утворений 2008 року шляхом виділення зі складу Акжигітської сільської адміністрації.
Населення — 237 осіб (2021; 299 у 2009).